# Catharinea urnigera
Catharinea urnigera là một loài Rêu trong họ Polytrichaceae. Loài này được (Hedw.) J. Kickx f. mô tả khoa học đầu tiên năm 1865.